# 기세형
기세형(1980년 7월 28일 ~ )은 대한민국의 배우이다.

## 학력
- 아주대학교 생명공학 학사

## 출연작

### 영화
- 《사랑은 없다》 (2016년) - 건달 3 역
- 《표적》 (2014년) - 킬러 2 역
- 《런닝맨》 (2013년) - 요원 4 역
- 《가문의 영광5-가문의 귀환》 (2012년) - 정종 수하 5 역
- 《혈투》 (2011년) - 척후병 2 역
- 《황해》 (2010년) - 태원 조직원 7 역
- 《우리 만난 적 있나요》 (2010년) - 나타샤 애인 역
- 《아저씨》 (2010년) - 특작부대원 역
- 《포화 속으로》 (2010년) - 학도병 역
- 《대한민국 1%》 (2010년) - 수색대 하사 역
- 《불꽃처럼 나비처럼》 (2009년)
- 《쌍화점》 (2008년)
- 《미인도》 (2008년) - 기생집 한량 18 역

### 드라마
- 《달리는 조사관》 (2019년, OCN) - 박성호 중사 역
- 《빙의》 (2019년, OCN) - 춘섭 부하역
- 《스케치》 (2018년, JTBC)
- 《역적 : 백성을 훔친 도적》 (2017년, MBC) - 관군대장 역
- 《보이스》 (2017년, OCN) - 덩치 역
- 《아버님 제가 모실게요》 (2016년, MBC) - 흥신소 사장 역
- 《굿바이 미스터 블랙》 (2016년, MBC) - 킬러 역
- 《리멤버 - 아들의 전쟁》 (2016년, SBS) - 금실장 역
- 《블러드》 (2015년, KBS2) - 검은사내 역
- 《순정에 반하다》 (2015년, JTBC) - 흥신소 직원 역
- 《나쁜 녀석들》 (2014년, OCN) - 강두만 역
- 《운명처럼 널 사랑해》 (2014년, MBC) - 경비 역
- 《트라이앵글》 (2014년, MBC) - 동석범 역
- 《운명처럼 널 사랑해》 (2014년, MBC) - 경비 역
- 《제왕의 딸 수백향》 (2013년, MBC) - 무만 역
- 《야왕》 (2013년, SBS) - 주양헌 부하 역
- 《마의》 (2012년, MBC) - 성하 수하 역
- 《유리가면》 (2012년, tvN) - 안내 요원 역
- 《아름다운 그대에게》 (2012년, SBS) - 해병대 교관 역
- 《해를 품은 달》 (2012년, MBC) - 익위사 역
- 《천추태후》 (2009년, KBS2) - 사가문 동생 2 역